# Escuela Sudafricana de Medios Cinematográficos y Actuaciones en Vivo
La Escuela Sudafricana de Medios Cinematográficos y Actuaciones en Vivo (en inglés: South African School of Motion Picture Medium and Live Performance ) es una escuela de cine, televisión y presentaciones situada en varios campus que incluyen Auckland Park, Johannesburgo, Observatory, Ciudad del Cabo y Glen Anil, Durban, todos en Sudáfrica. AFDA  es la única miembro de pleno derecho en Sudáfrica de la CIEECT  y por lo tanto todos los grados AFDA son reconocidos internacionalmente. Ofrece dos programas de licenciatura de tres años -. Una Licenciatura en Artes en presentaciones en vivo y un grado de artes en Cine y postgrados con honores o una Maestría en Bellas Artes (MFA), por citar algunos.